# 草料战斗
草料战斗（英語：Grass Fight）是1835年11月26日得克萨斯革命期间的小规模战斗，墨西哥陆军和德克萨斯陆军在墨西哥属德克萨斯圣安东尼奥贝克萨尔附近交手，以德克萨斯获胜告终。得克萨斯革命已于同年10月2日正式拉开帷幕，月底德克萨斯人已开始围困整个德克萨斯领地墨西哥驻军最多的贝克萨尔。战事胶着之下，许多德克萨斯军人离队回家，少数美国冒险家取而代之。
11月26日，德克萨斯侦察兵聋子史密斯得知约50至100名墨西哥军人带着运货的骡子一起前往贝克萨尔，骡子驮有用于支付军晌、购买军需的金银。爱德华·伯勒森命令詹姆士·鲍依上校带领35到40名骑兵拦截，一同前往的还有100名步兵。战斗开始后，墨方马丁·佩费托·德·科斯将军从贝克萨尔派兵增援。多轮进攻均被德克萨斯人打退后，墨西哥军人撤回贝克萨尔。德克萨斯人准备收取战利品时才发现骡子身上根本没有金银，驮的都是新割的草料，准备喂食驻军马匹。共有四名德克萨斯军人受伤，历史学家阿尔温·巴尔认为墨方有三人阵亡，鲍依和伯勒森起初声称的敌军伤亡人数更要高得多。

## 背景

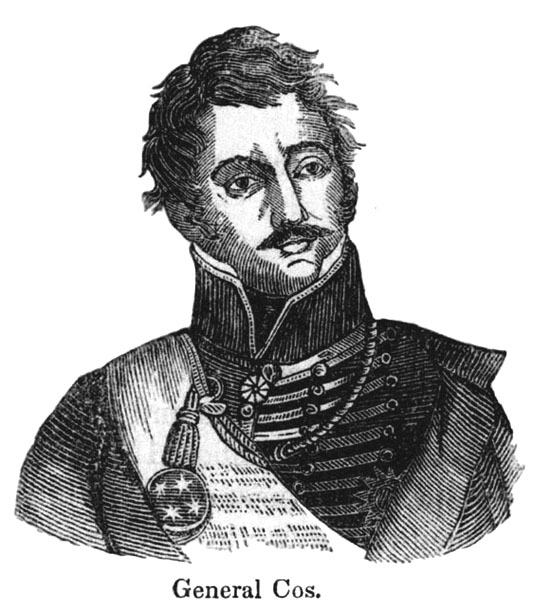
阿拉莫驻军统帅马丁·佩费托·德·科斯将军

1835年10月2日，德克萨斯殖民者主动攻击墨西哥驻军，正式拉开得克萨斯革命序幕。战役结束后，愤怒的殖民者继续在冈萨雷斯集结，期望早日结束墨西哥对当地的统治。10月11日，缺乏组织的志愿军选出史蒂芬·奥斯丁担任部队统帅，他曾在德克萨斯建立第一个英语殖民定居点。数天后，奥斯丁带领刚刚成立的部队朝圣安东尼奥贝克萨尔进军，当地驻守的墨军统领是墨西哥总统安东尼奥·洛佩斯·德·桑塔·安纳的妹夫马丁·佩费托·德·科斯（Martín Perfecto de Cos）将军，负责监督阿拉莫驻军。十月下旬，德克萨斯军队开始围困贝克萨尔。

## 交战
11月26日上午十点，德克萨斯侦察兵聋子史密斯（Deaf Smith）赶回营地报称，约有50至100名墨西哥军人同一队骡子或马正朝贝克萨尔行进，距离不足八公里。此前，德克萨斯人一连多日听到传言，称墨西哥驻军正在等待一批用于支付军晌、购买军需的真金白银。德克萨斯人没有军晌，大多数人都希望去把这批金银劫走。爱德华·伯勒森（Edward Burleson）要求大家冷静下来，然后命令詹姆士·鲍依上校带35到40名骑兵先行侦查，如无必要切勿交战。鲍依选出的先锋队包括部队枪法最好的12人，毫无疑问，他肯定会故意找理由进攻。为了制止蠢蠢欲动的众人，伯勒森派威廉·杰克（William Jack）率100名步兵前去增援。

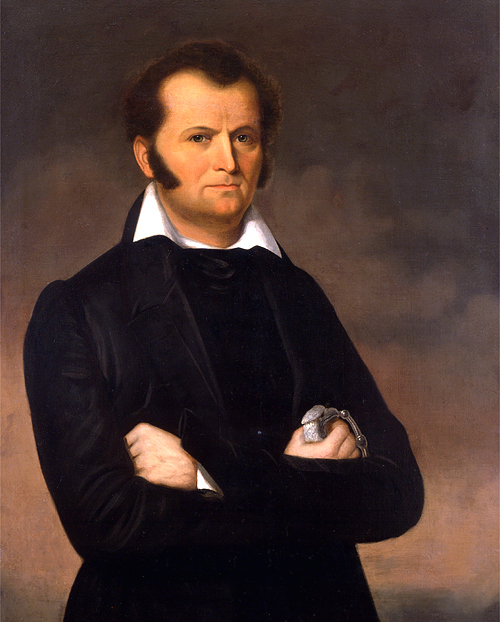
詹姆士·鲍依在草料战斗中统领德克萨斯骑兵

鲍依带领的骑兵在距贝克萨尔约1.6公里处（很可能是在阿拉赞河、阿帕奇河与圣佩德罗河交汇处附近）发现正穿过干燥山沟的墨西哥人。骑兵发起冲锋，驱散骡子，双方骑兵短暂交火后下马在干燥的河床中找掩护，墨方反击被打退。发现战斗打响后，科斯将军派50名步兵并带一门加农炮前去支援，希望能掩护骑兵和物资抵达贝克萨尔。德克萨斯步兵听到枪声后也急速赶往战场，一度从齐腰深的水中渡过。步兵逼近时战场非常安静，难以确定敌我位置，结果德克萨斯步兵意外走进墨西哥骑兵和步兵阵地。墨方开火后，德克萨斯步兵马上卧倒，托马斯·鲁斯克（Thomas Rusk）率15人把距离最近的墨西哥骑兵逼退，为步兵争取找掩护的时间。
德克萨斯骑兵和步兵汇合，伯勒森的父亲詹姆斯·伯勒森（James Burleson）率骑兵向墨方阵地冲锋并高呼：“弟兄们！人这辈子要死也只有一次！他们都躲在沟里呢！冲啊！”墨方共打响三炮，迫使敌方退却。墨西哥骑兵三次进攻，试图为大炮争取更好的攻击位置，但均被击退。接下来墨西哥步兵开始进攻，据鲁斯克记载：“面对我们的猛烈火力，这些人极其冷静并勇敢前进……秩序井然，毫不混乱。”但在发现詹姆斯·斯威舍（James Swisher）带领骑兵企图夺取加农炮后，步兵放弃进攻，墨西哥人撤回贝克萨尔。

## 影响

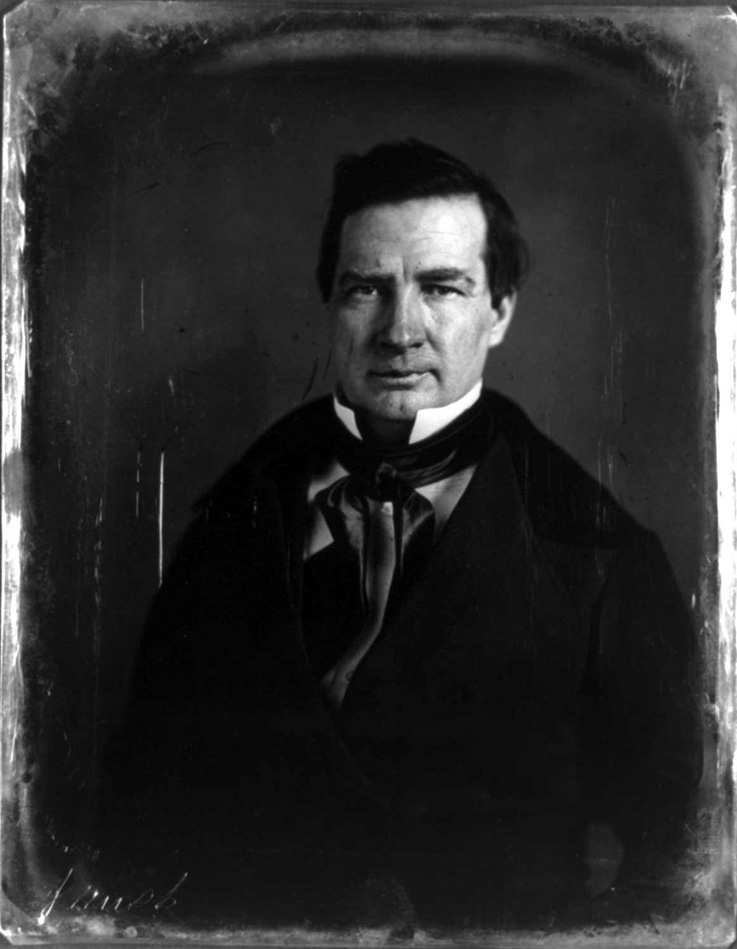
托马斯·鲁斯克上校也曾参与草料战斗

四名德克萨斯人在战斗中负伤，另有一人临阵脱逃。伯勒森的报告声称墨方15人阵亡，七人受伤，鲍依称敌军死亡人数高达60人。历史学家阿尔温·巴尔（Alwyn Barr）的著作《德克萨斯人起义：1835年圣安东尼奥战役》（Texans in Revolt: the Battle for San Antonio, 1835）认为墨军有三人死亡，14人负伤，伤亡人员主要集中在骑兵连。伯勒森肯定所有军官的表现，其中鲍依所获赞誉最多。
德克萨斯军人俘获马和骡共40匹，但出乎意料的是，马鞍袋里没有金银，而是准备喂食贝克萨尔驻军马匹的新割草料，这场战事因此获名“草料战斗”。是役虽被历史学家··埃德蒙森（J. R. Edmondson）斥为“荒唐”，也没有夺得有价值的战利品，但依然起到团结德克萨斯军队的作用。数天前，这支部队陷入严重分裂，许多人不愿冒险参加旷日持久的围城战或突击战，有些已经回家。但在赢得草料战斗后，许多人变得更有信心，相信即便寡不敌众，他们依然能够战胜贝克萨尔驻军。德克萨斯人还坚信，派兵离开安全的贝克萨尔前来支援，正是科斯将军走投无路的表现。
12月1日，几名美国人说服科斯同意他们在贝克萨尔自由通行。塞缪尔·马维里克（Samuel Maverick）等人一开始信誓旦旦地声称会离开德克萨斯，实际上却马上加入德克萨斯叛军，提供城内布防信息，还告诉众人墨军士气低落。在草料战斗获胜的鼓舞下，德克萨斯人于12月5日进攻贝克萨尔，科斯同月9日投降。墨军最终接受假释条件撤出德克萨斯，殖民者获得全盘控制权。

## 脚注
1. 1 2 3 4 5 6 7  Barr (1990), p. 40.
2. ↑  Manchaca, Recovering History, Constructing Race, 2001
3. ↑  Hardin (1994), p. 12.
4. ↑  Barr (1990), p. 6.
5. ↑  Barr (1990), p. 15.
6. ↑  Hardin (1994), p. 53.
7. 1 2 3 4 5 6  Barr (1990), p. 39.
8. 1 2 3  Hardin (1994), p. 64.
9. ↑  Todish et al. (1998), p. 24.
10. 1 2 3  Edmondson (2000), p. 237.
11. ↑  Groneman (1998), p. 39.
12. 1 2 3 4 5  Edmondson (2000), p. 238.
13. 1 2  Hardin (1994), p. 66.
14. ↑  Barr (1990, p. 41.
15. ↑  Barr (1990, p. 42.
16. ↑  Barr (1990), p. 56.
17. ↑  Barr (1990), p. 64.